# Wassili Fjodorowitsch Borissow
Wassili Fjodorowitsch Borissow (russisch Василий Фёдорович Борисов; * 12. Dezember 1922 in Majaky, Ukrainische SSR; † 21. August 2003 in Moskau) war ein sowjetischer Sportschütze.

## Erfolge
Wassili Borissow, der für Dynamo Moskau startete, nahm an den Olympischen Spielen 1956 in Melbourne und 1960 in Rom teil. Im Dreistellungskampf mit dem Freien Gewehr erzielte er 1956 insgesamt 1138 Punkte, womit er den Wettbewerb auf dem ersten Platz abschloss und Olympiasieger wurde. Lediglich einen Punkt weniger erzielte der zweitplatzierte Allan Erdman, Dritter wurde Vilho Ylönen. Mit dem Kleinkalibergewehr verpasste er im Dreistellungskampf dagegen als Vierter knapp einen Medaillengewinn. Mit 1163 Punkten blieb er vier Punkte hinter Bronzemedaillengewinner John Sundberg. Im liegenden Anschlag gelang ihm beinahe der perfekte Wettbewerb, ehe er in der letzten Serie erstmals nicht die volle Punktzahl traf. Während Gerald Ouellette die vollen 600 Punkte schoss, platzierte sich Borissow mit 599 Punkten auf dem Silberrang vor Gilmour Boa. Die Spiele 1960 verliefen ebenfalls erfolgreich für Borissow. Mit dem Freien Gewehr landete er im Dreistellungskampf abermals auf dem Podest, als er mit 1127 Punkten das drittbeste Resultat hinter Hubert Hammerer und Hans Rudolf Spillmann erzielte. Im liegenden Anschlag mit dem Kleinkalibergewehr gelang ihm jedoch keine Wiederholung seines Erfolgs von 1956. Seine 586 Punkte reichten für den vierten Rang, nur ein Punkt hinter Enrico Forcella, der Bronze gewann.
Borissow sicherte sich insgesamt 23 Medaillen bei Weltmeisterschaften und wurde dabei zwölfmal Weltmeister. Bei den Weltmeisterschaften 1954 in Caracas gewann er die Hälfte seiner Titel, sowie fünfmal Silber und zweimal Bronze. Neben den Titelgewinnen im Einzel des stehenden Anschlages mit dem Freien Gewehr und des liegenden Anschlags mit dem Kleinkalibergewehr gewann er jeweils die Goldmedaille in den Mannschaftskonkurrenzen des Dreistellungskampfes mit dem Freien Gewehr und dem Kleinkalibergewehr, sowie im stehenden und im knienden Anschlag mit dem Kleinkaliber. Vier Jahre darauf in Moskau wiederholte er die Titelgewinne mit der Mannschaft in den beiden Dreistellungskampf-Disziplinen und mit dem Kleinkalibergewehr im stehenden und im knienden Anschlag. Darüber hinaus gewann er eine weitere Bronzemedaille. Seinen elften und zwölften Weltmeistertitel gewann Borissow 1962 in Kairo jeweils mit dem Standardgewehr und mit dem Kleinkalibergewehr im Mannschaftswettbewerb des Dreistellungskampfes. 1966 sicherte er sich in Wiesbaden eine Silber- und zwei Bronzemedaillen.